# Lasius minutus
Espèce
Lasius minutus est une espèce de fourmis de la sous-famille des Formicinae. Son habitat est constitué de milieux humides.

## Statut
Cette espèce est susceptible d'être désignée menacée ou vulnérable au Québec.